# Walther Busse von Colbe
Walther Busse von Colbe  (* 17. Februar 1928 in Gleiwitz; † 8. Januar 2021 in Berlin) war ein deutscher Wirtschaftswissenschaftler und emeritierter Hochschullehrer. Er hatte sich insbesondere spezialisiert in den Bereichen der allgemeinen Betriebswirtschaftstheorie, Konzernrechnungslegung und Unternehmensbewertung.

## Leben
Walther Busse von Colbe studierte zwischen 1950 und 1953 an der Universität Mainz Wirtschaftswissenschaft, wurde dort 1956 auch promoviert und hat sich 1962 an der Universität zu Köln mit der Schrift „Die Planung der Betriebsgröße“ habilitiert. Zwischen 1962 und 1965 hatte er den Lehrstuhl für BWL an der Universität Kiel inne, von 1965 bis zu seiner Emeritierung im Jahr 1993 war er Inhaber eines Lehrstuhls für BWL an der Ruhr-Universität Bochum.
Seit seiner Emeritierung im Jahre 1993 forschte Walther Busse von Colbe weiterhin und veröffentlichte in den letzten Jahren vor allem Artikel über die Internationalisierung der deutschen Konzernrechnungslegung sowie über die Bestimmung von Entgelten im Telekommunikations- und Energiebereich. Zwischen 1971 und 1997 nahm er Gastprofessuren in Berlin, Leipzig, Pennsylvania, Shanghai und Wien wahr.
Er wirkte an zahlreichen Gesetzeskommentaren zu seinen Forschungsgebieten mit. Seine Bücher zur Betriebswirtschaftstheorie und zu den Konzernabschlüssen sind Standardwerke an vielen deutschen Universitäten.

## Gremientätigkeit
- Mitglied des Direktoriums des Instituts für Unternehmensführung (ifu) der Ruhr-Universität Bochum
- Mitglied der Schmalenbach-Gesellschaft für Betriebswirtschaft e. V. (Mitglied des Vorstandes 1978–1998, Mitglied des Beirates seit 2001)
- Mitglied der Arbeitskreise „Finanzierungsrechnung“, Externe Unternehmensrechnung" und „Immaterielle Werte im Rechnungswesen“ der Schmalenbach-Gesellschaft für Betriebswirtschaft e. V.
- Mitgliedschaft im Verband der Hochschullehrer für Betriebswirtschaft (Mitglied des Vorstandes 1982–1986)
- Mitgliedschaft in der Gesellschaft für Wirtschafts- und Sozialwissenschaften – Verein für Socialpolitik (Mitglied des Vorstandes 1986–1993)

## Ehrungen und Auszeichnungen
- 1986: Ehrenpromotion zum Dr. rer. oec., Handelshochschule Helsinki
- 1994: Ehrenpromotion zum Dr. rer. pol., Wirtschafts- und Sozialwissenschaftliche Fakultät, Universität Augsburg
- 1994: Dr. Kausch-Preis, Universität St. Gallen
- 2009: Verdienstorden der Bundesrepublik Deutschland (Verdienstkreuz 1. Klasse)

## Herausgeberschaft
- Seit 1968 war er Mitherausgeber der Bochumer Beiträge zur Unternehmungsführung und Unternehmensforschung.
- Seit 1969 war er Mitherausgeber der USW-Schriften für Führungskräfte des Universitätsseminars der Wirtschaft.
- Seit 1970 war er Mitherausgeber der Zeitschrift für betriebswirtschaftliche Forschung, ZfbF der Schmalenbachgesellschaft für Betriebswirtschaft e. V.

## Bücher (Auswahl)
- Der Zukunftserfolg, Gabler-Verlag (1957).
- Die Planung der Betriebsgröße, Gabler-Verlag (1964).
- Bilanzierung von Optionsanleihen im Handelsrecht (zusammen mit B. Großfeld; R. v. Decker & C. F. Müller; 1987).
- Bewertung von örtlichen Stromversorgungsanlagen bei einem Wechsel der Versorgungszuständigkeit, Boorberg-Verlag (1994).
- Lexikon des Rechnungswesens (Hrsg., zusammen mit B. Pellens), 5. Aufl., Oldenbourg (2011).
- Konzernabschlüsse – Rechnungslegung nach betriebswirtschaftlichen Grundsätzen sowie nach Vorschriften des HGB und der IAS/IFRS (zusammen mit D. Ordelheide (†), G. Gebhardt, B. Pellens), 9. Aufl., Gabler-Verlag (2009),
- Konzernabschlüsse – Übungsaufgaben zur Bilanzierung nach HGB, IAS und US-GAAP (zusammen mit D. Ordelheide (†)), 11. Aufl., Gabler-Verlag (2009).
  - Bd. 1 Produktions- und Kostentheorie (zusammen mit G. Laßmann), 5. Aufl. (1991).
  - Bd. 2 Absatztheorie (zusammen mit P. Hammann und G. Laßmann), 4. Aufl. (1992).
  - Bd. 3 Investitionstheorie (zusammen mit G. Laßmann), 3. Aufl. (1990).
- Investitionstheorie und Investitionsrechnung (zusammen mit G. Laßmann und F. Witte), 4. Aufl. (2015).